# Leopoldo Zea
Leopoldo Aguilar Zea (Città del Messico, 30 giugno 1912 – Città del Messico, 8 giugno 2004) è stato un filosofo messicano.

## Biografia
Laureatosi in Filosofia nel 1944 all'UNAM di Città del Messico con una tesi dal titolo El positivismo in Mexico svolta sotto la supervisione di José Gaos, ottiene immediatamente la cattedra di Filosofia della Storia in sostituzione di Antonio Caso. Nel 1947 istituisce nella Facoltà di Lettere e filosofia dell'UNAM il Seminario sobre la Historia de las ideas de América. Tra il 1966 e il 1970 è preside della Facolta di Lettere e Filosofia dell'UNAM. Nel 1986 è nominato direttore della celebre rivista Cuadernos Americanos. Nel 1988 la rivista Anthropos di Barcellona gli dedica un numero monografico. Autore di una vastissima bibliografia, è stato anche premiato con numerosi premi per la sua prestigiosa carriera di intellettuale, in particolare sono da ricordare l'onorificenza del governo spagnolo Orden Alfonso X El Sabio e quella del governo francese Legione di onore ricevute nel 1985, il premio Gabriela Mistral nel 1987 e l'Orden del Libertador con il grado di Gran Oficial da parte del governo venezuelano nel 1997. Nel 2000 il governo messicano gli assegna la Medaglia d'Onore Belisario Domínguez. Gli sono inoltre state conferite lauree honoris causa da parte dell'Università statale di Mosca, Paris X Nanterre di Parigi, dell "Università di Montevideo", dell'"Universita Nazionale Capodistriaca" di Atene, dell'"Università di Santiago del Cile" e dell'"Università di L'Avana". È considerato uno dei più importanti fautori dell´emancipazione filosofica e culturale dell´America Latina.

## Filosofia
Il pensiero filosofico di Zea può essere compreso a partire da tre prospettive chiave: l'impegno e l'azione trasformatrice che sono allo stesso tempo il gesto iniziale e lo scopo di ogni attività filosofica; la comprensione e l'assimilazione del passato coloniale e violento come base su cui costruire una nuova storia e un nuovo pensiero; la necessità di una filosofia "nazionale" propriamente latinoamericana, ma che possa avere la forza di "imporsi" nello scacchiere internazionale grazie all'ampiezza "universale" dei suoi problemi e delle sue idee.

## Pubblicazioni
- Superbus Philosophus
- El positivismo en México: Nacimiento, apogeo y decadencia
- Apogeo y decadencia del positivismo en México
- En torno a una filosofía americana
- Esquema para una historia del pensamiento en México
- Ensayos sobre filosofía de la historia
- Dos etapas del pensamiento en Hispanoamérica
- Conciencia y posibilidad del mexicano
- La filosofía como compromiso y otros ensayos
- América como conciencia
- La conciencia del hombre en la filosofía: Introducción a la filosofía
- El occidente y la conciencia de México
- América en la historia
- Las ideas en Iberoamérica en el siglo XIX
- La cultura y el hombre de nuestros días
- Latinoamérica en la formación de nuestro tiempo
- El pensamiento latinoamericano
- Antología de la filosofía americana contemporánea
- La filosofía americana como filosofía sin más
- Colonización y descolonización de la cultura latinoamericana
- La esencia de lo americano
- Latinoamérica: Emancipación y neocolonialismo
- Los precursores del pensamiento latinoamericano contemporáneo
- Dependencia y liberación en la cultura latinoamericana
- Dialéctica de la conciencia americana
- La filosofía actual en América Latina (coautor)
- Filosofía latinoamericana
- Filosofía y cultura latinoamericanas
- Latinoamérica. Tercer Mundo
- Filosofía de la historia americana
- Pensamiento positivista latinoamericano (selección y prólogo)
- Simón Bolívar: Integración en libertad
- Desarrollo de la creación cultural latinoamericana
- Latinoamérica en la encrucijada de la historia
- Sentido de la difusión cultural de América Latina
- Latinoamérica, un nuevo humanismo
- La transformación de la filosofía latinoamericana
- Filosofía de lo americano
- América como autodescubrimiento

## Testi di Zea tradotti in italiano
- America latina e cultura occidentale, titolo originale America en la historia, trad. it. a cura di D. Pastine, Milano, Silva, 1961.
- Discorso sull'emarginazione e sulla barbarie, titolo originale Discurso desde la marginacion y la barbarie, trad. it. di E. Sfondrini, Roma, Bulzoni, 1988.
- Filosofia latinoamericana, titolo originale La filosofía americana como filosofía sin más, trad. it. A. Pierini, R. Ciucci e A. Salvini, Lucca, Pacini Fazzi, 1993.